# Jolán Kleiber-Kontsek
Jolán Kleiber-Kontsek (Budapest, 29 agosto 1939 – Budapest, 20 luglio 2022) è stata una discobolo e pesista ungherese.

## Palmarès
| Anno | Manifestazione | Sede              | Evento           | Risultato | Prestazione | Note |
| ---- | -------------- | ----------------- | ---------------- | --------- | ----------- | ---- |
| 1961 | Universiadi    | Sofia             | Lancio del disco | Bronzo    | 52,51 m     |      |
| 1963 | Universiadi    | Porto Alegre      | Getto del peso   | Bronzo    | 14,75 m     |      |
| 1963 | Universiadi    | Porto Alegre      | Lancio del disco | Argento   | 50,92 m     |      |
| 1964 | Olimpiadi      | Tokyo             | Getto del peso   | 13ª       | 14,52 m     |      |
| 1964 | Olimpiadi      | Tokyo             | Lancio del disco | 5ª        | 54,87 m     |      |
| 1965 | Universiadi    | Budapest          | Lancio del disco | Oro       | 55,66 m     |      |
| 1968 | Olimpiadi      | Città del Messico | Lancio del disco | Bronzo    | 54,90 m     |      |